# Tulip System I

## Tulip System I
O Tulip System I foi um dos primeiros computadores pessoais de 16 bits desenvolvidos na Europa, lançado em 1983 pela Tulip Computers (anteriormente Compudata Systems), pouco após o lançamento do IBM PC‑XT.

### Principais características técnicas:
- Processador: Intel 8086 a 8 MHz, quase o dobro da velocidade do IBM PC‑XT.
- Memória: configuração padrão de 128 KB, expansível até 896 KB — superando os 640 KB do PC da IBM.
- Vídeo: controlador Motorola 6845 permitindo 80×24 caracteres em 8 fontes diferentes, além de semigráficos 160×72; processador NEC μPD7220 para gráficos em 384×288, 768×288 (cores) ou 768×576 (monocromático).
- Armazenamento: interface SASI (pré‑SCSI), com discos rígidos opcionais de 5 MB ou 10 MB; disquetes de 400 KB ou 800 KB (10 setores por disco).
- Matemática: suportava coprocesador Intel 8087, atingindo cerca de 200 kflops.[1]

## Software e compatibilidade
- Sistemas operacionais: inicialmente o CP/M‑86, depois migrou para MS‑DOS 2.00; utilizava um BIOS‑emulador compatível com o IBM PC, permitindo executar programas como o WordStar.
- Linguagens fornecidas: MS‑BASIC, MS‑Pascal, MS‑Fortran. Enthusiastas portaram ainda o TeX e Turbo Pascal.[2]

## Contexto e legado
- O desenvolvimento do System I marcou a transição da Compudata de importadora (Exidy Sorcerer) para fabricante, evoluindo para a Tulip Computers fundada oficialmente em 1979.
- Em 1983, lançou o System I. Em 1985, surgiram os modelos mais compatíveis com IBM, como o PC Extend (8086) e PC Compact (8088).
- O System I foi descontinuado em 1987, quando novos modelos AT Compact (80286), Compact 2 e mesmo um DT‑386 entraram no mercado.[3]

## Observações adicionais
- O System I foi visto como “naquela época, um dos micro‑computadores mais rápidos do mundo” na Holanda, com preço aproximado de 7 500 gulden, comparado aos 12 000 gulden de um IBM similar.
- A qualidade construtiva e desempenho da Tulip se destacaram, e seus modelos subsequentes alcançaram notoriedade na Europa, especialmente com o modelo Compact 2 por meio de programas como o “PC Privé”.[4]